# Лисандро Лопес
Лисандро Лопес (на испански: Lisandro López) е аржентински футболист, роден на 2 март 1983 в Буенос Айрес. Играе на позицията централен нападател, но успешно се справя и по двете крила.
Започва професионалната си кариера в Расинг Клуб, подписвайки на 19-годишна възраст. През 2005 преминава в Порто срещу сума от 2.3 млн. евро, с който става шампион четири поредни пъти: 2005 – 2006, 2006 – 2007, 2007 – 2008 и 2008 – 2009. 2 пъти печели и Купата на Португалия: 2005 – 2006 и 2008 – 2009. През сезон 2007 – 2008 става голмайстор на португалската Примейра Лига с отбелязани 24 гола. От 2009 е привлечен от френския Олимпик Лион с трансфер за 24 млн. евро за земестник на продадения на Реал Мадрид Карим Бензема. През сезон 2011 – 2012 печели Купата на Франция. От 8 август 2013 Лопес става играч на катарския клуб Ал-Гарафа, срещу сума от 7.2 млн. евро.
С националния отбор на Аржентина има 7 мача и едно попадение – срещу Русия в приятелски мач през 2009.